# 圣斗士星矢Online
《圣斗士星矢Online》是由集英社、世嘉正版授权，车田正美全程监修，完美世界（原完美时空）自主研发的3D大型多人在线角色扮演游戏。游戏改编于集英社版《圣斗士星矢》漫画，小说《血之章》《盟之章》，采用自主研发的全新Athena3D引擎开发。漫画中的星矢、紫龙、冰河、瞬、一辉等青铜圣斗士，以及魔铃、奥路菲等白银圣斗士和童虎、史昂、修罗、撒加等黄金圣斗士都将在游戏内出现。